# Station de radioastronomie de Nançay
La station de radioastronomie de Nançay (ou observatoire de Nançay), inaugurée en 1956, est l'un des trois laboratoires fondateurs de l'Observatoire des sciences de l'univers en région Centre (OSUC), également département de l'Observatoire de Paris et unité de recherche associée à l'INSU du CNRS (USR704) et à l’Université d'Orléans.
Elle est située dans le département du Cher, à environ 30 km de Bourges en plein cœur de la Sologne sur la route de Nançay, en France.
La station comprend de multiples instruments : 
- le radiotélescope, quatrième plus important au monde, par sa surface collectrice. Il reçoit des ondes électromagnétiques en provenance de l'univers ;
- le radiohéliographe, constitué de deux alignements de détecteurs radio paraboliques, pointés sur le soleil et fonctionnant par interférométrie ;
- le réseau décamétrique, ensemble de 144 antennes consacrées à l'étude des phénomènes électromagnétiques solaires et de Jupiter ;
- une station du réseau LOFAR ;
- le Radiotélescope NenuFAR ;
- le réseau CODALEMA, qui cherche à identifier les émissions radios des rayonnements cosmiques arrêtées par la haute atmosphère ;
- l'antenne de surveillance, qui est conçue pour surveiller la qualité radio du site et enregistrer les interférences de nature à perturber le fonctionnement des autres instruments.

## Historique

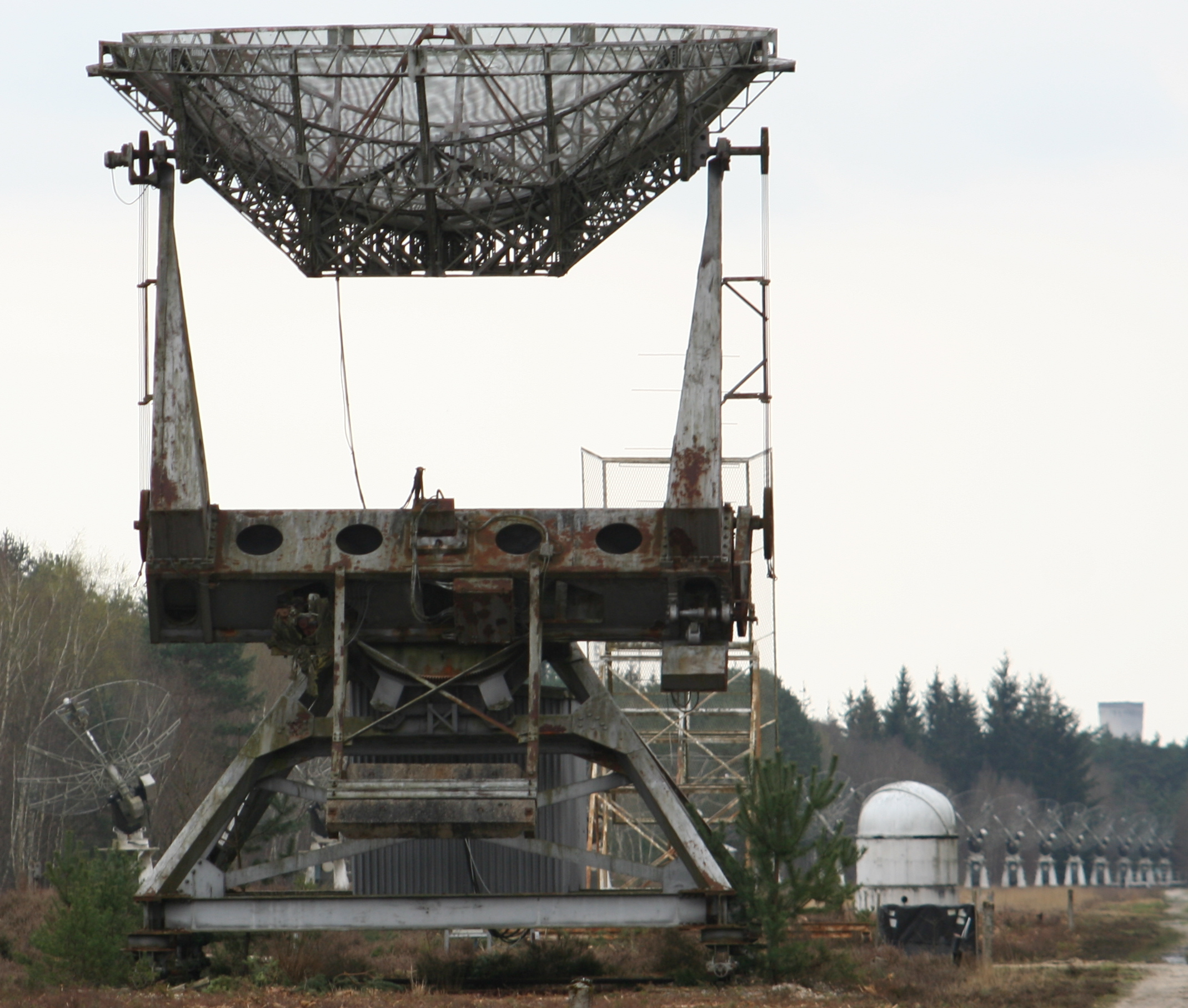
Un des deux radars Würzburg ayant servi comme premier radiotélescope

Yves Rocard est le pionnier de la radioastronomie en France, qu'il a découverte pendant la Seconde Guerre mondiale en Angleterre, quand il était directeur de la recherche des Forces navales françaises libres. Il apprit l'existence du rayonnement radio du soleil, détecté par les radars anglais.
Après la guerre, nommé directeur du laboratoire de physique de l'École normale supérieure, il constitua la première équipe française en radioastronomie : Jean-François Denisse, Jean-Louis Steinberg et Émile Jacques Blum.
Les premiers instruments furent installés sur le toit de leur laboratoire, rue Lhomond à Paris. Un miroir de projecteur américain de 1,5 mètre de diamètre, transformé en équatorial, observa les variations du rayonnement du soleil. Il fut détruit par une rafale de vent. Un miroir de 3 mètres fera des observations du soleil sur 30 cm.
Il installe les premières antennes de détection en région parisienne mais est rapidement gêné par le bruit de fond généré par l'activité humaine. 
Le terrain de 150 hectares à Nançay est choisi dès 1952, et acquis le 25 novembre 1953 : situé en pleine Sologne, le lieu est plat, peu habité, tout en restant proche de Paris. 
La station est inaugurée le 21 octobre 1956 par René Billères, ministre de l'Éducation nationale, de la Jeunesse et des Sports.
Les deux premières antennes, basées sur des radars allemands de type Würzburg-Riese de 7,5 mètres de diamètre, furent utilisées en interférométrie jusqu'en 1962. L'un des deux est maintenant au mémorial de Caen.
Le site ne comporte pas à proprement parler de centre de recherche : les données sont transmises directement à l'observatoire de Meudon ou à l'ensemble de la communauté scientifique par réseau informatique.

## Le Grand Radiotélescope

Schéma du Grand Radiotélescope

En 1960, sous l'impulsion d'André Danjon, directeur de l'astronomie en France et de Jean-François Denisse, il est décidé de construire un radiotélescope décimétrique à Nançay. La construction en est confiée à la Compagnie Française d'Entreprises (C.F.E.) et à son directeur industriel Jean Roret.
Du fait des contraintes de précision, il est d'abord décidé de construire un cinquième de l'ensemble prévu : il s'agit de la partie centrale. 
Plusieurs astronomes de renom travaillèrent au radiotélescope de Nançay tels que Jean-Pierre Luminet (auteur de la première image de synthèse d'un trou noir), François Biraud ou encore Jean-Claude Ribes (directeur de l'observatoire de Lyon de 1986 à 1995). 
Ce radiotélescope a été inauguré le 15 mai 1965 par Charles de Gaulle, président de la République et Christian Fouchet, ministre de l'Éducation nationale.

### Conception
C'est un radiotélescope de type Kraus (en) du nom de John D. Kraus (en), concepteur du premier radiotélescope de ce type, The Big Ear, qui fonctionne de 1963 à 1998 et qui découvre le fameux signal Wow! en 1977. Le radiotélescope RATAN-600 est une variante de ce type.
|             | Diamètre équivalent | Miroir plan | Miroir plan | Miroir sphérique | Miroir sphérique | Distance focale | Terrain | Terrain  |
| Longueur    | Diamètre équivalent | Hauteur     | Longueur    | Hauteur          | Longueur         | Distance focale | Largeur |          |
| ----------- | ------------------- | ----------- | ----------- | ---------------- | ---------------- | --------------- | ------- | -------- |
| The Big Ear | 52,5 m              | 103,63 m    | 30,48 m     | 109,73 m         | 21,34 m          | 128,02 m        | 152,4 m | 109,73 m |
| GRT Nançay  | 100 m               | 200 m       | 40 m        | 300 m            | 35 m             | 280 m           | 460 m   | 300 m    |

Équivalent, en surface collectrice à une antenne parabolique de près de 100 m de diamètre, il est constitué d'un miroir « radio » (en fait, une grille métallique) plan mobile selon un axe horizontal de 200 mètres sur 40 mètres et pesant 400 tonnes, permettant de pointer une source radio dans le ciel à différentes élévations, d'un miroir fixe représentant une portion de sphère de 300 m par 35 m, puis d'un ensemble de petits miroirs qui précédent deux récepteurs radio basses (1,0 à 1,7 GHz) et hautes (1,6 à 3,5 GHz) fréquences. Ces récepteurs sont placés sur un ensemble mobile le long d'une voie ferrée de 80 mètres de manière à pouvoir compenser le mouvement de rotation de la Terre sur elle-même et suivre ainsi les sources émettrices d'ondes radio pendant une durée d'un peu plus d'une heure autour de leur passage au méridien.
Le radiotélescope de Nançay fait de l'observation centimétrique. Comme dans tout radiotélescope, le maillage des miroirs métalliques est tel que la dimension des mailles (ici, environ un centimètre) est inférieure à la longueur d'onde du rayonnement capté, afin de permettre la réflexion des ondes électromagnétiques.
Les longueurs d'onde étudiées sont essentiellement de 21, 18 et 9 cm, correspondant à des raies de l'atome d'hydrogène HI (1,41 GHz), du radical OH (1,66 GHz) et du radical CH (3,3 GHz). L'analyse du décalage de ces longueurs d'onde par effet Doppler permet de calculer la vitesse des structures observées.
Ce type de fonctionnement (par miroir plan mobile) permet d'examiner une grande partie de la voûte céleste, contrairement au radiotélescope d'Arecibo, nettement plus grand, mais dont la conception (parabole immobile) ne permet d'observer qu'au voisinage du zénith de l'instrument.
L'instrument reste très sensible aux rayonnements électromagnétiques générés par l'activité  humaine : des mesures drastiques ont été prises pour en limiter l'effet, dont le recouvrement de tous les bâtiments techniques d'un grillage formant une cage de Faraday. Une antenne séparée permet également de capter le rayonnement artificiel pour le soustraire au signal étudié.

### Expérimentations astrophysiques
De nombreuses expérimentations astrophysiques ont été et continuent d'être menées avec ce radiotélescope qui reste toujours au quatrième rang mondial par sa taille.
Signalons la découverte du signal du radical OH dans la comète Kohoutek (C/1973 E1) en décembre 1973. Depuis, près d'une centaine de comètes ont été observées à Nançay, le signal de leur radical OH permettant de mesurer la quantité d'eau qui s'en échappe.
Des expérimentations ont été menées en 1981 pour la détermination du rapport d'abondance isotopique O17H / O16H dans le centre de la Voie lactée, composé d'un nuage d'hydroxyde, dans le cadre d'études cosmologiques.
Des relevés de vitesses d'éloignement de milliers de galaxies sont également toujours en cours, avec à la clef la détermination de la constante de Hubble (expansion de l'Univers). Depuis la fin des années 1980, une campagne de mesures extrêmement précises des temps d'arrivée des impulsions radio des pulsars est en cours.
Le radiotélescope a participé aux recherches des galaxies à faible brillance de surface, elles aboutissent en 2024 à l'observation de 350 de ces galaxies dont l'étonnante galaxie sombre sans étoiles apparentes J0613+52.

### Galerie de photos

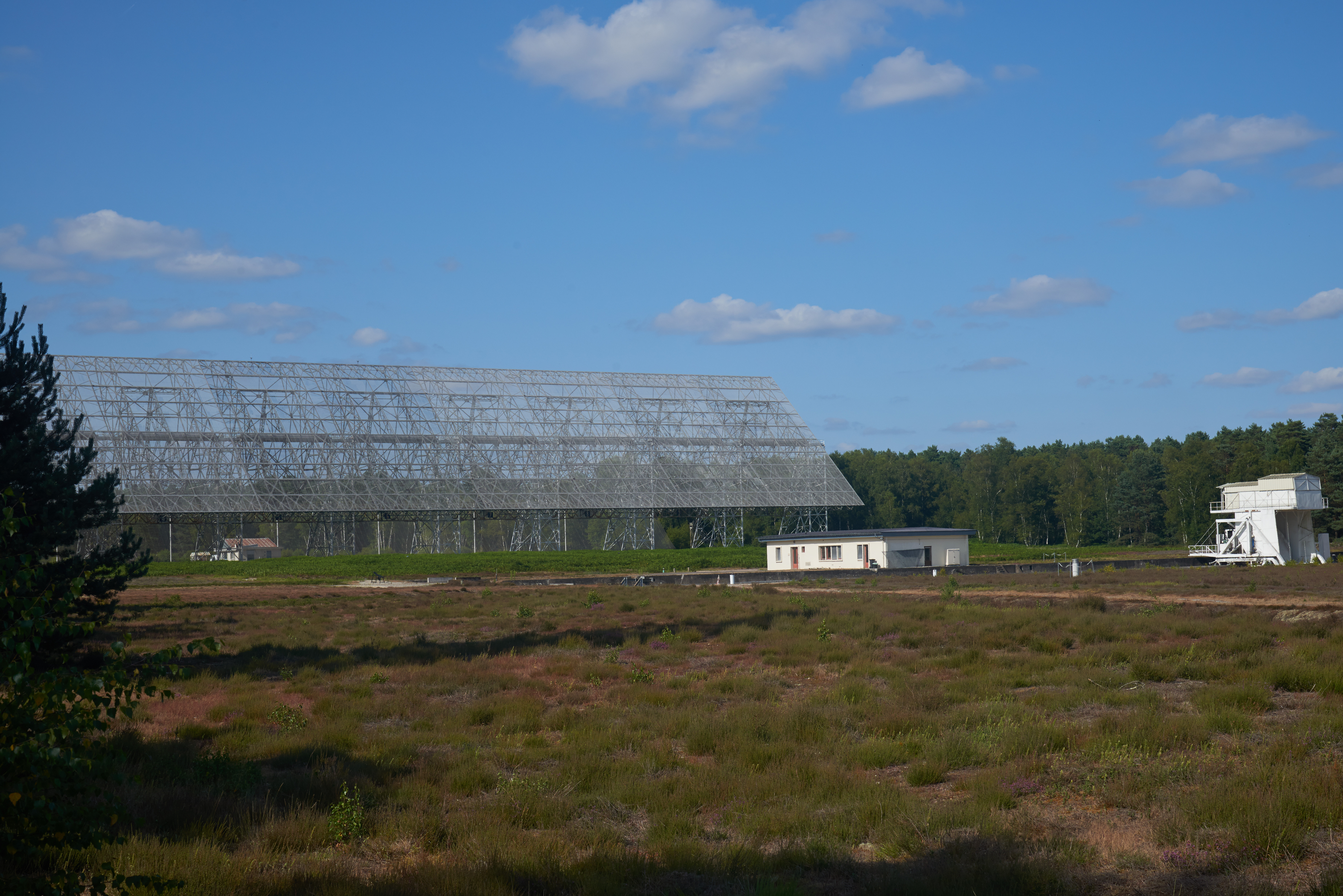
Miroir plan et sur la droite le chariot mobile du récepteur
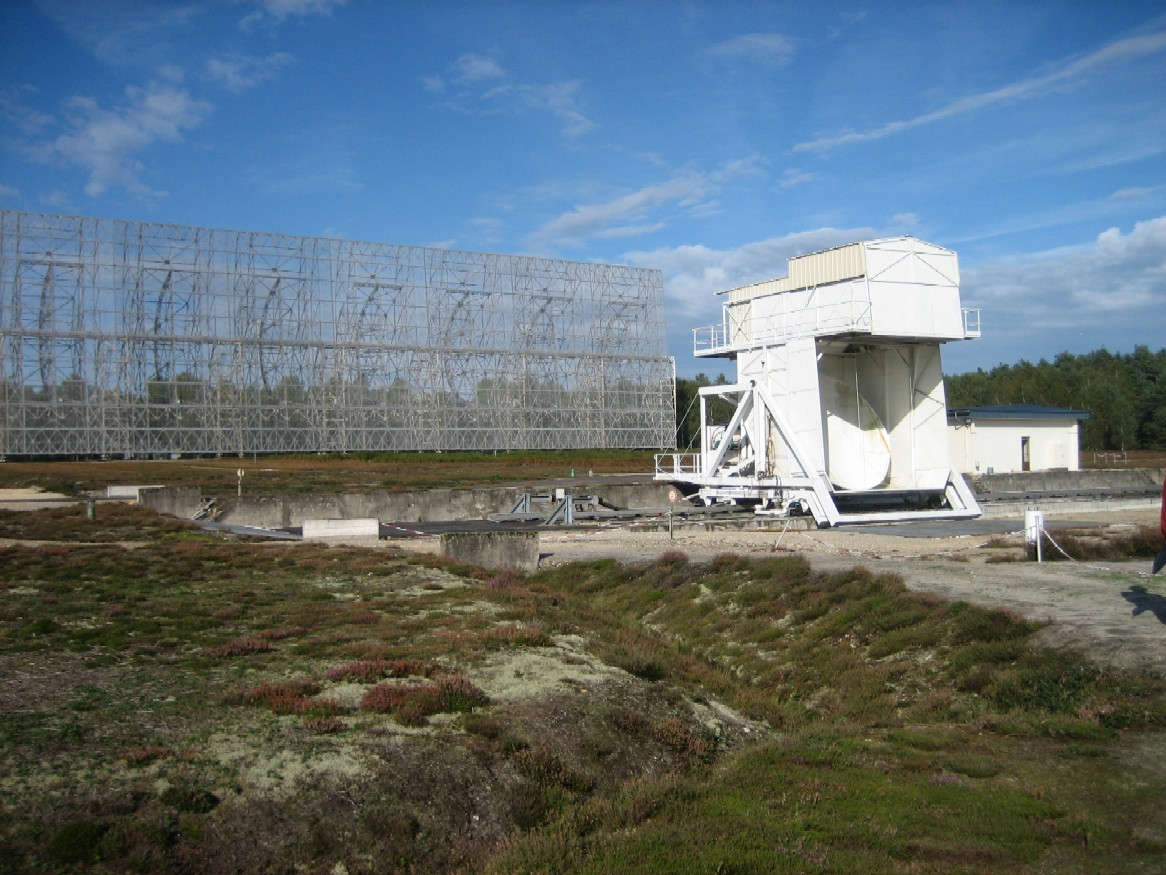
Le récepteur au foyer sur rail et au fond le miroir plan
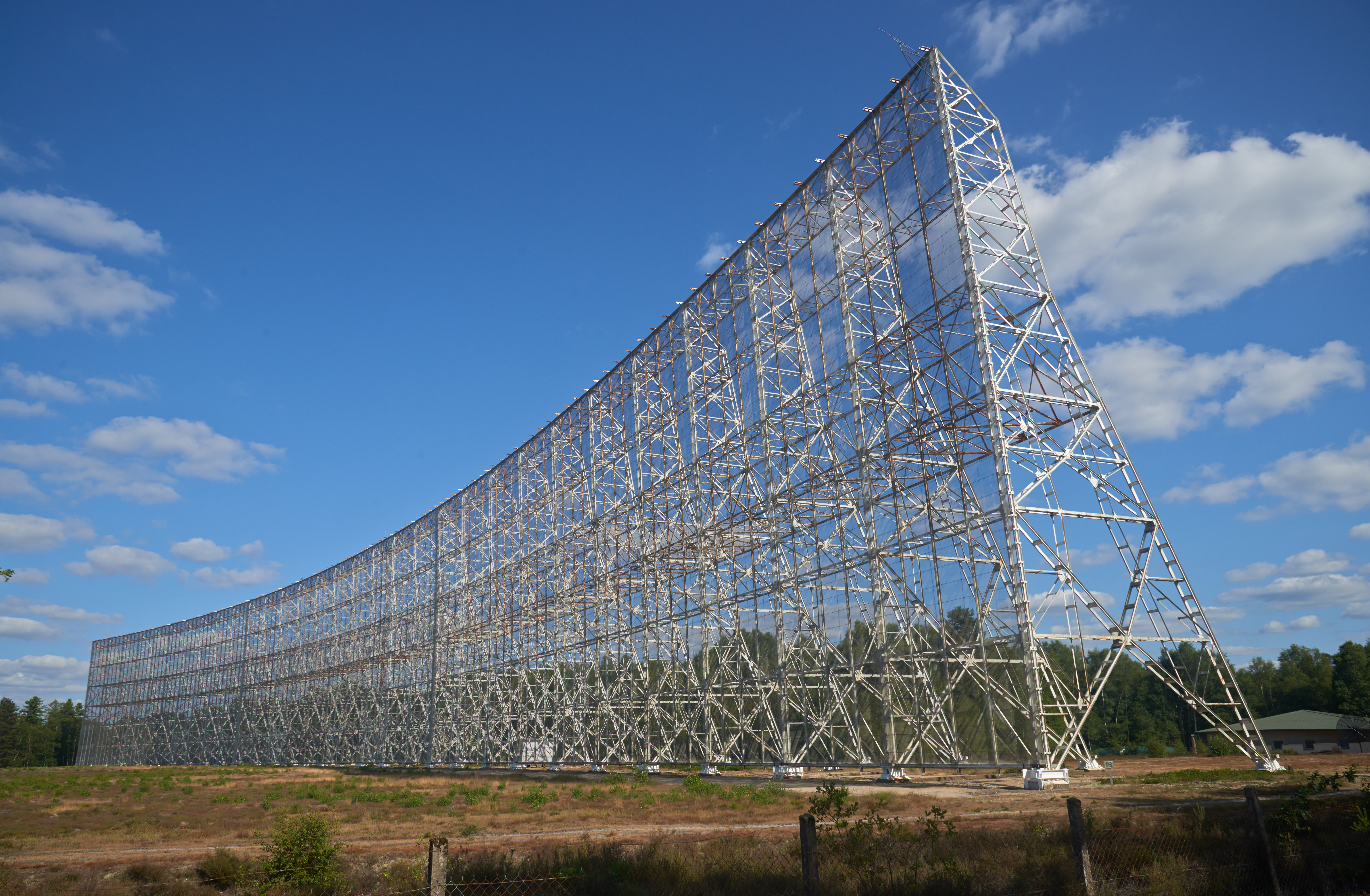
Grand miroir secondaire sphérique, vu de devant
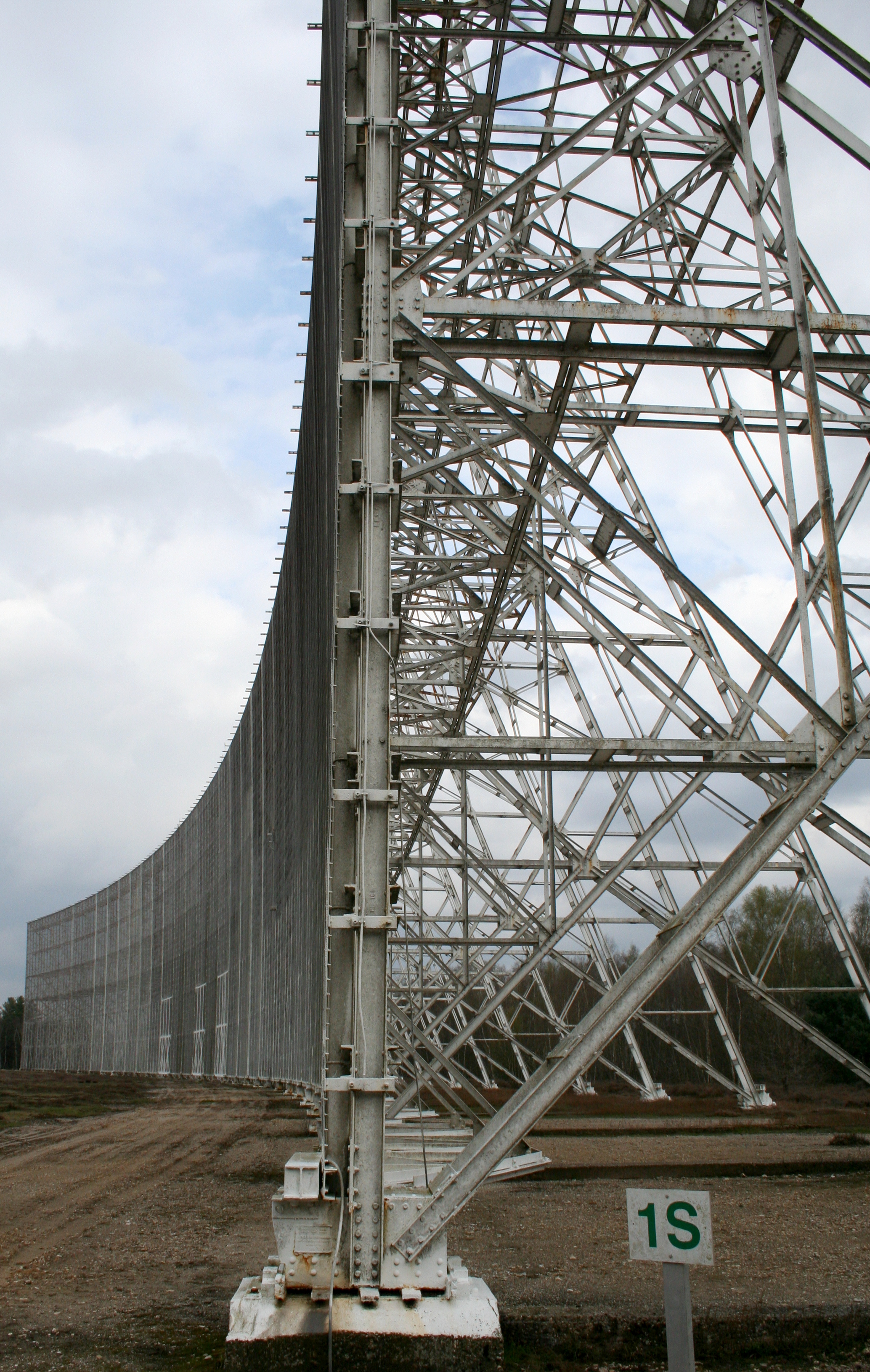
Miroir sphérique vu de côté
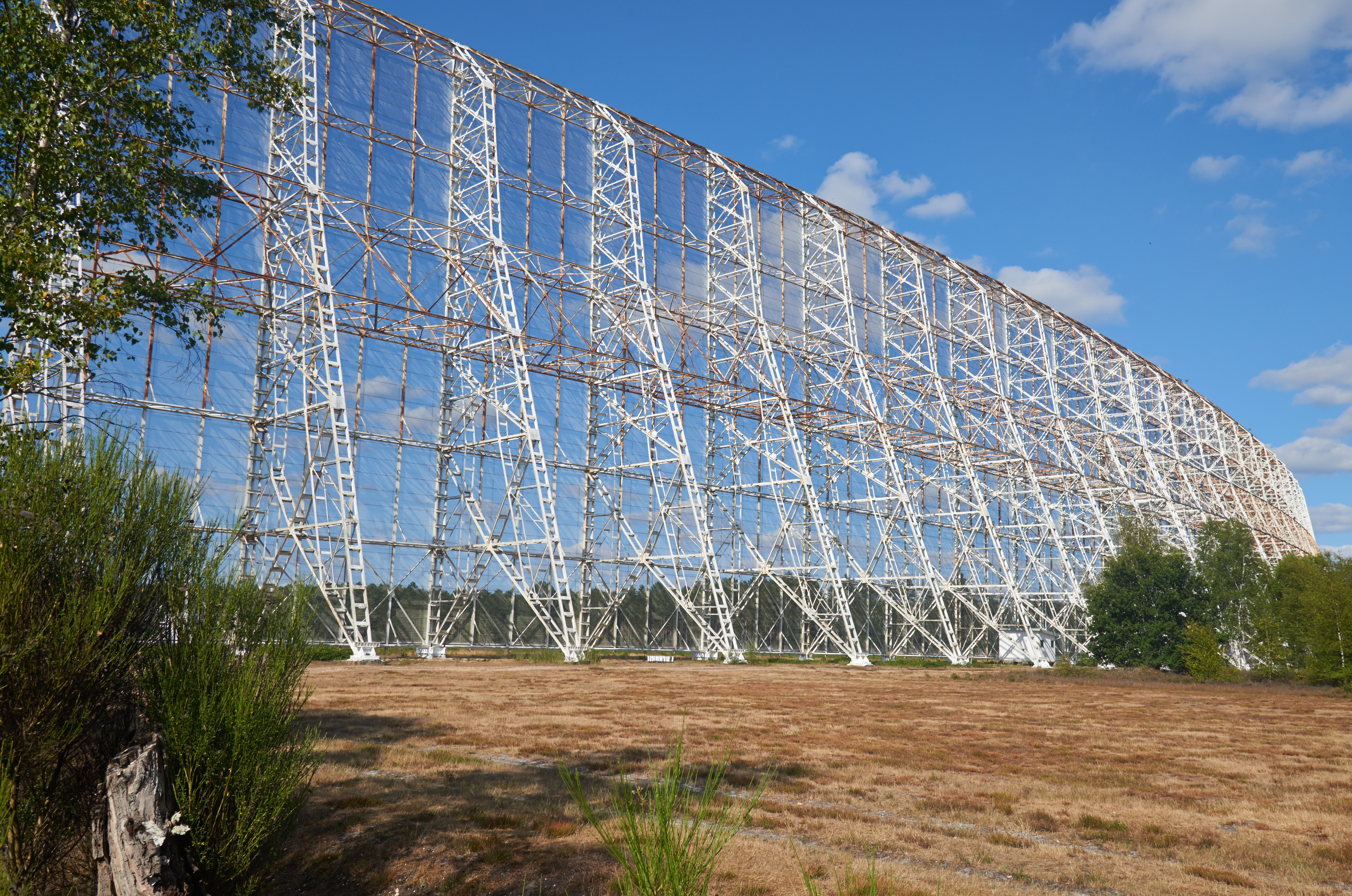
Grand miroir secondaire sphérique, vu de derrière
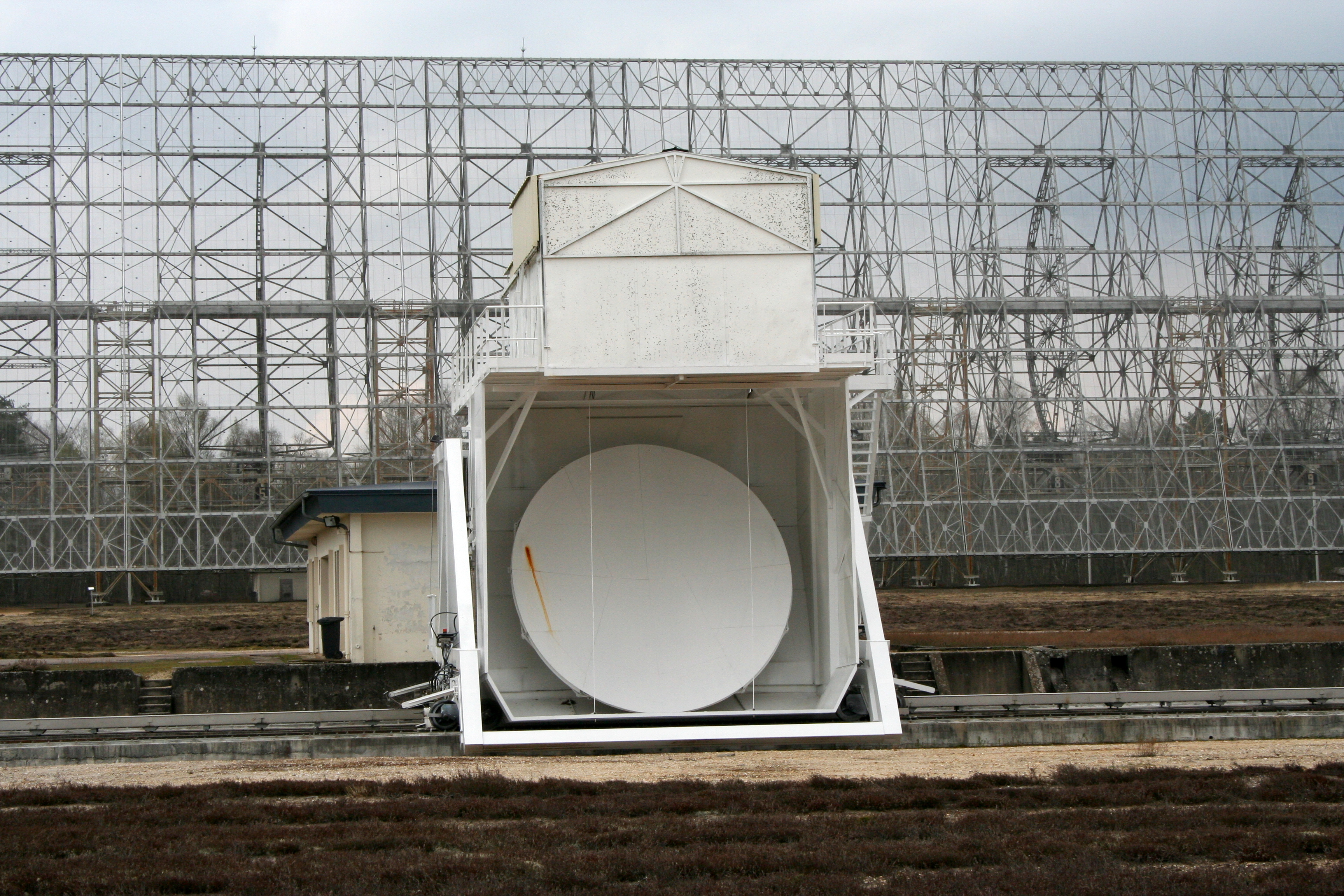
Le chariot du récepteur vu de face
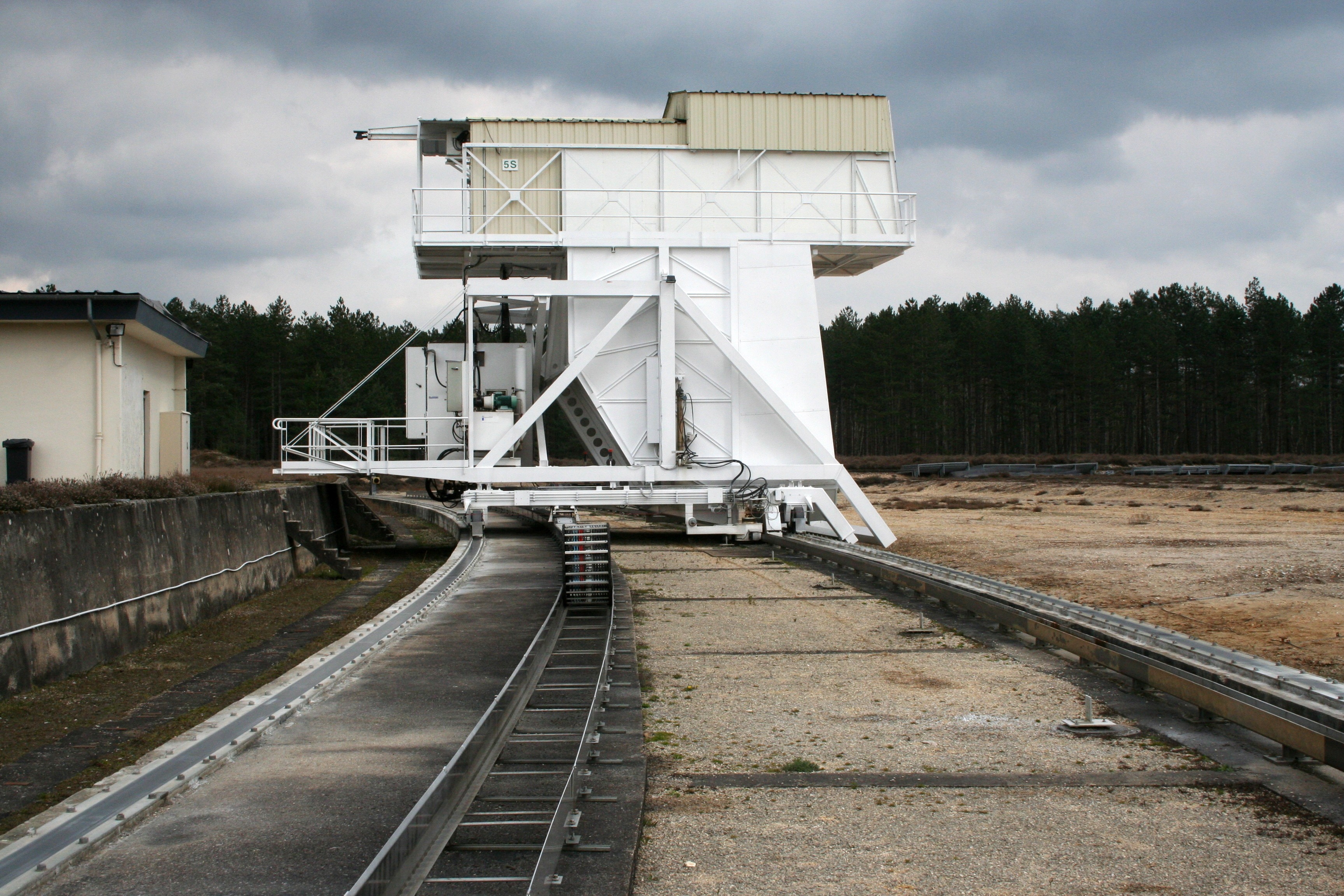
Le chariot du récepteur vu de côté

## Le radiohéliographe

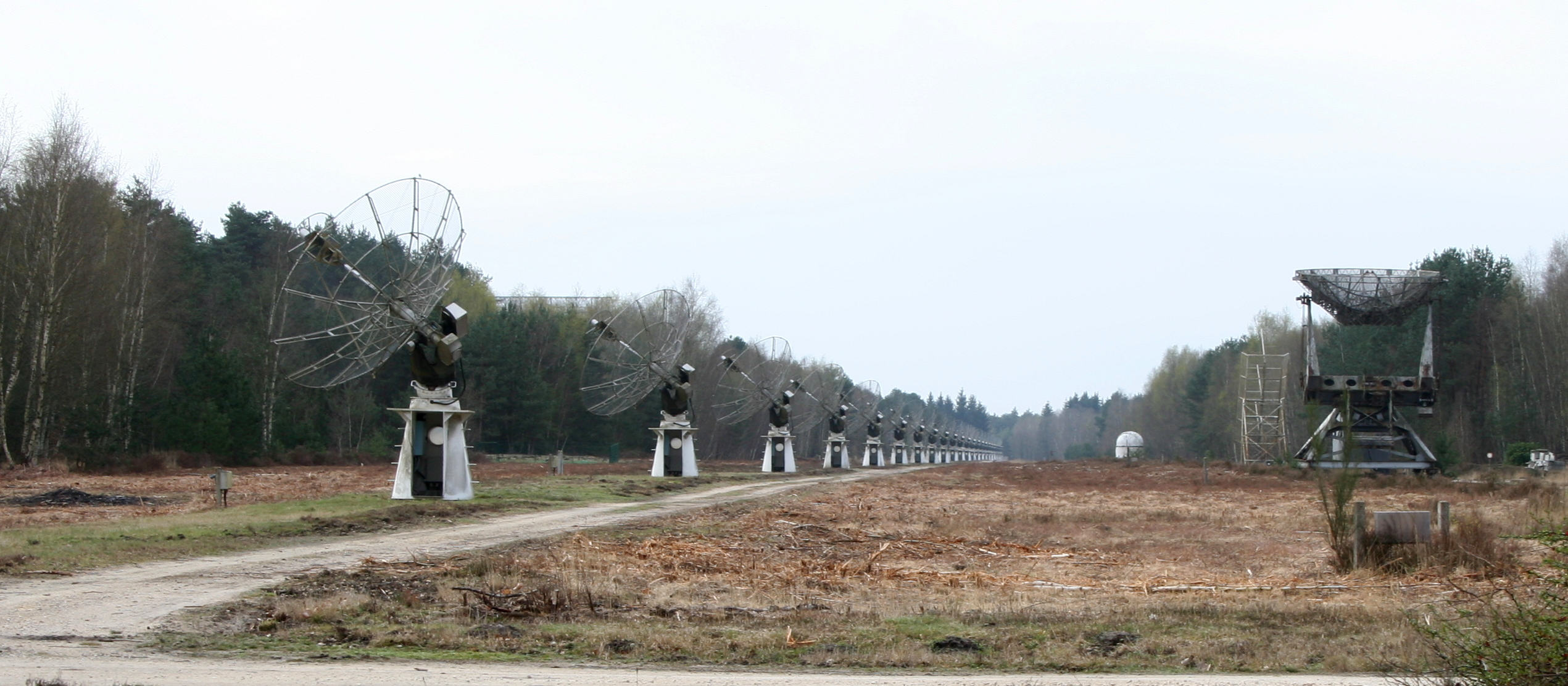
Branche nord-sud, vue du nord
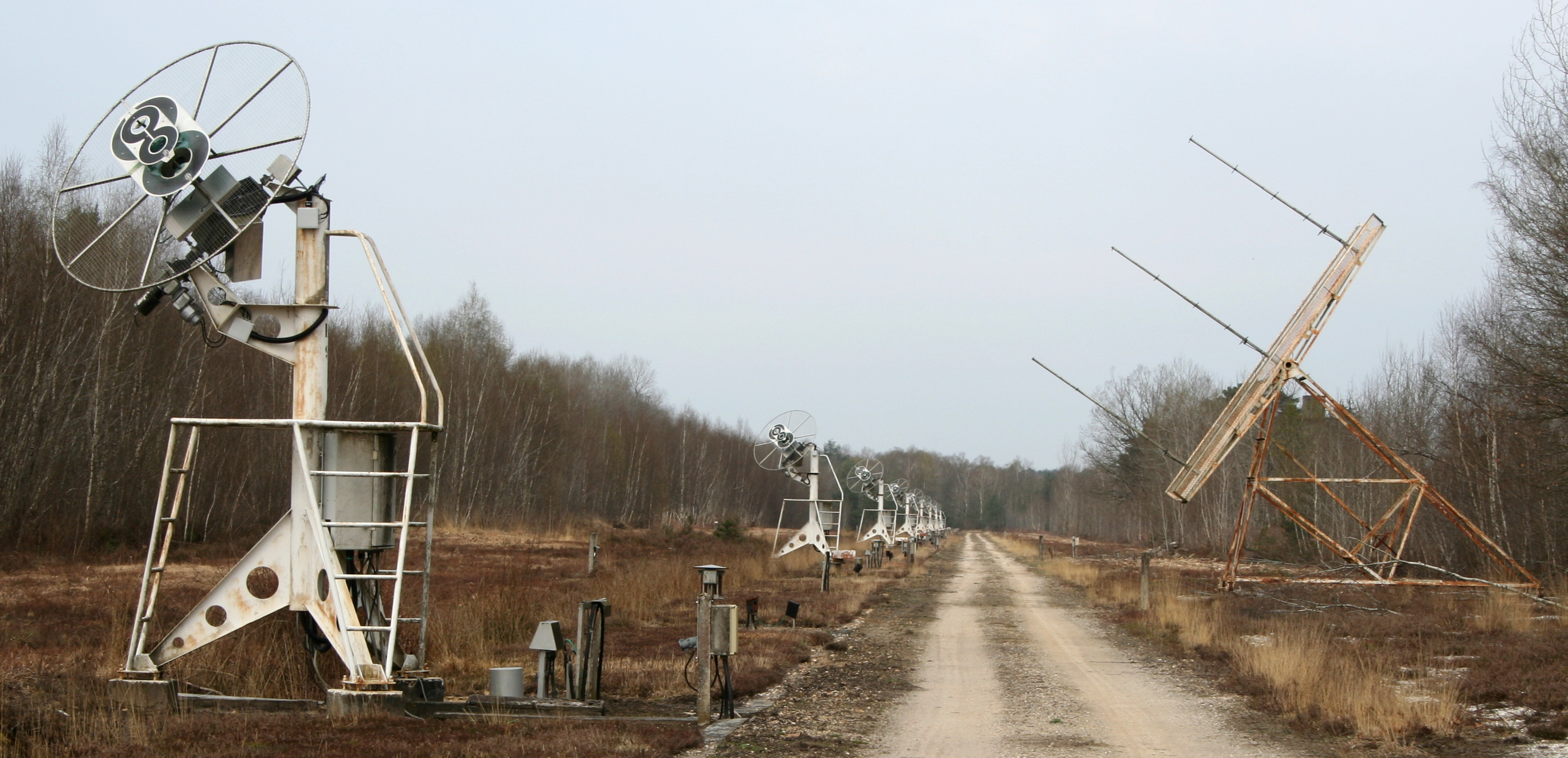
Branche ouest
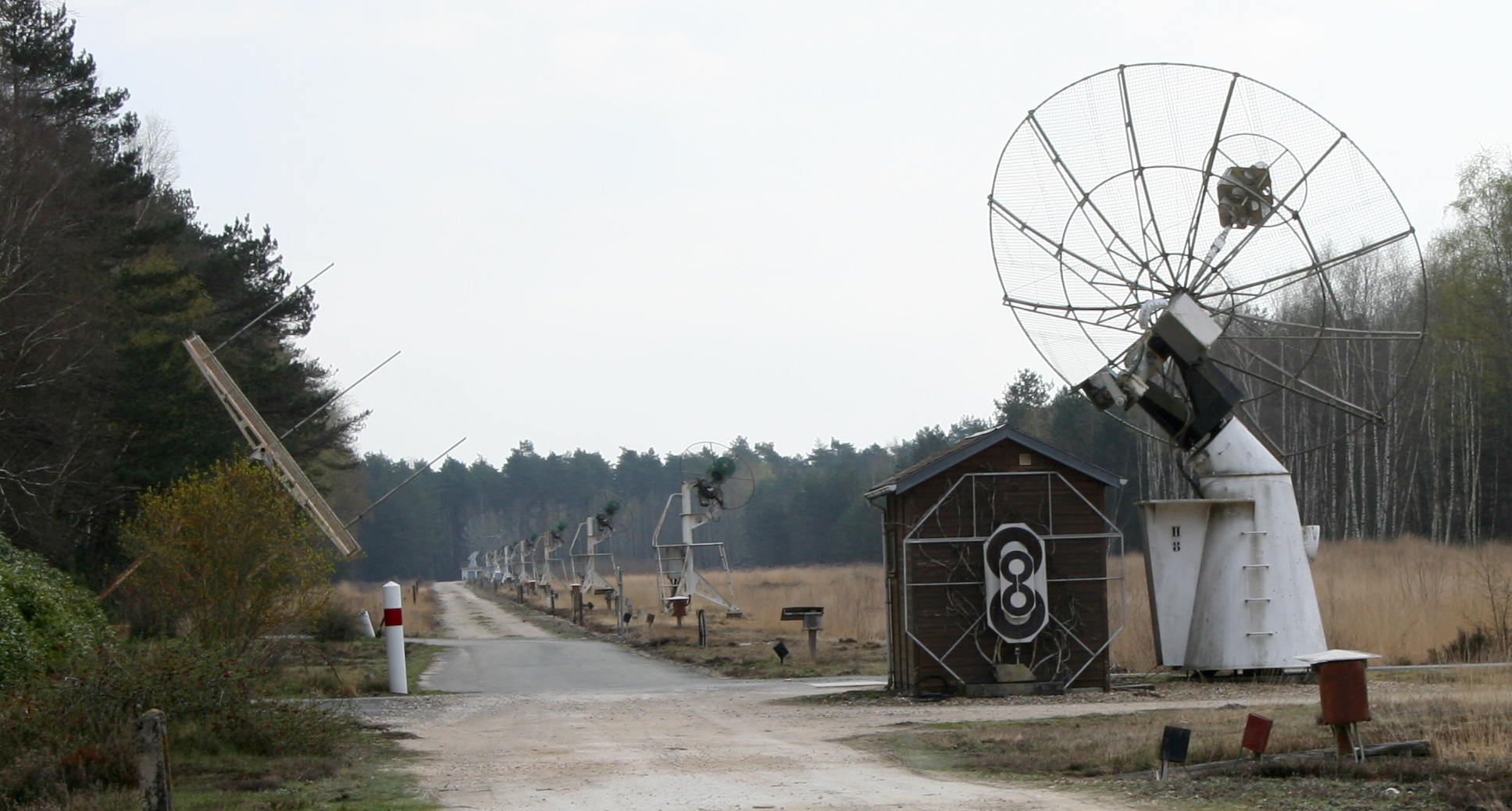
Branche est
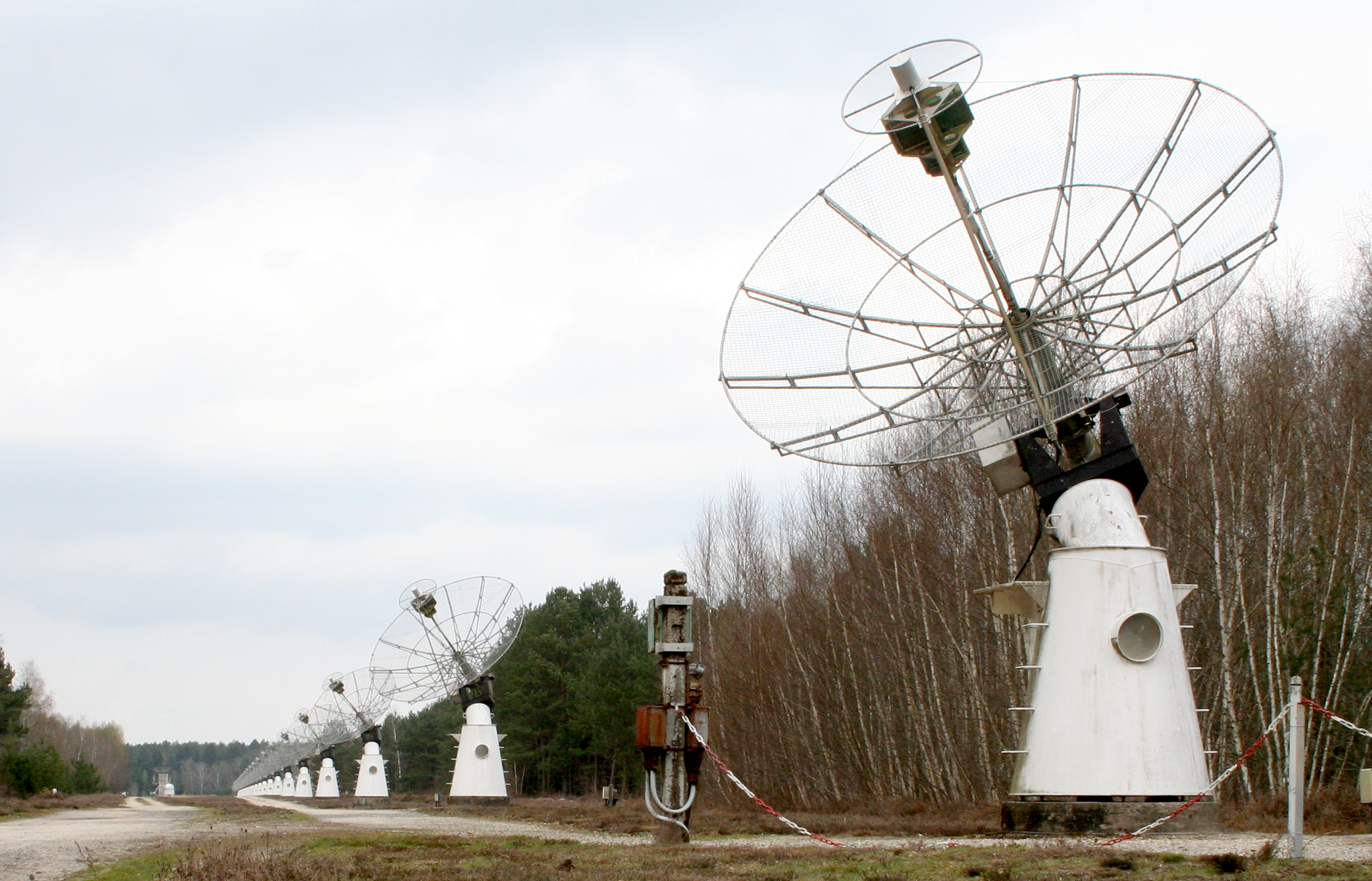
Branche nord-sud, vue du sud

Il comprend 48 antennes paraboliques orientables, réparties sur deux alignements perpendiculaires sous forme de T et pointées sur le soleil. La branche est-ouest comprend 19 antennes couvrant 3 200 mètres. La branche nord-sud comporte 25 antennes sur une distance de 2 400 mètres. Elles fonctionnent par interférométrie.

## Réseau décamétrique

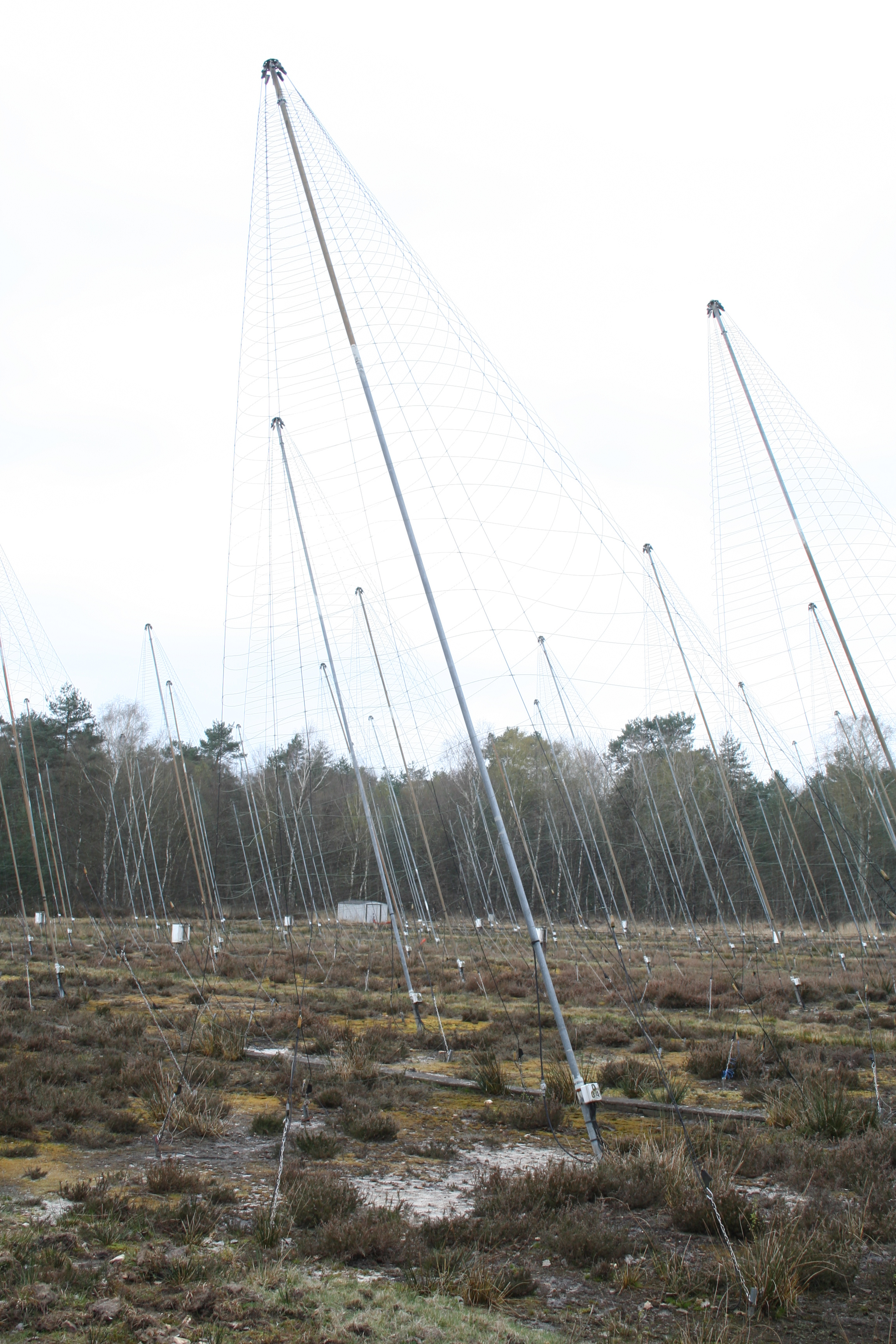
Antennes du réseau décamétrique

Il s'agit d'un réseau de 144 antennes de formes hélicoïdales de près de 9 m de haut, installées à la fin des années 1970. Elles captent les émissions en basse fréquence issues des champs électromagnétiques essentiellement du Soleil et de Jupiter. Elles fonctionnent également par interférométrie.

## Station LOFAR
La station FR606 du grand réseau d'antennes basses fréquences LOFAR a été installée sur le site de Nançay. Elle a été inaugurée le 20 mai 2011. Elle dispose de 1 600 antennes élémentaires et de 96 récepteurs.

## Radiotélescope NenuFAR
NenuFAR est un très grand radiotélescope basses fréquences, qui compte parmi les plus puissants du monde dans la gamme de fréquences entre 10 MHz et 85 MHz. Il est une composante du projet international Square Kilometre Array (SKA).

## Pôle des étoiles
Le Pôle des étoiles accueille les visiteurs curieux d'en savoir plus sur l'astronomie. Le site comporte des installations pédagogiques, un planétarium de 40 places, des expositions et propose des visites guidées de la station de radioastronomie.